# Thành phố bị đóng cửa

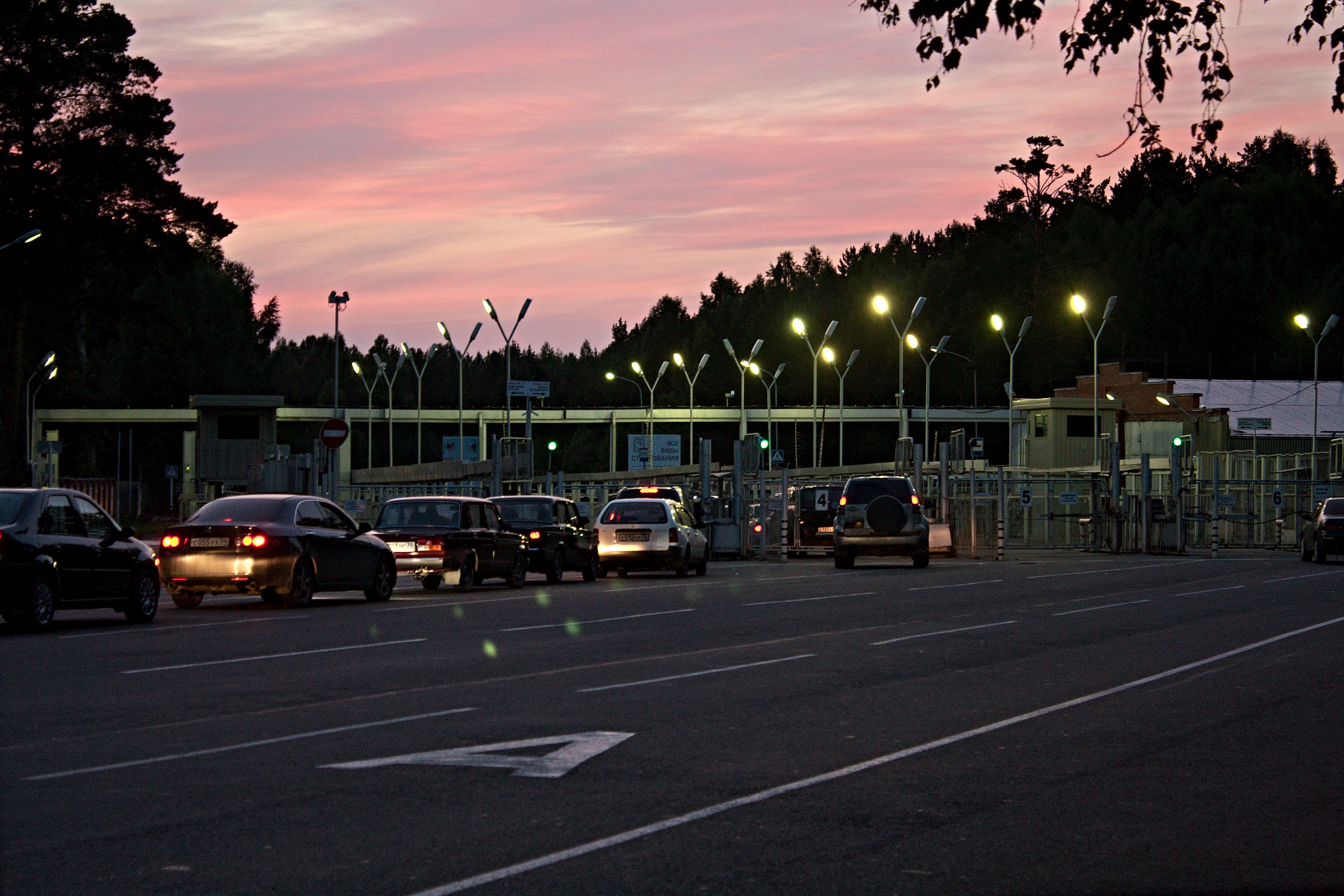
Trạm kiểm soát của thành phố đóng cửa Seversk, Leningrad, Nga

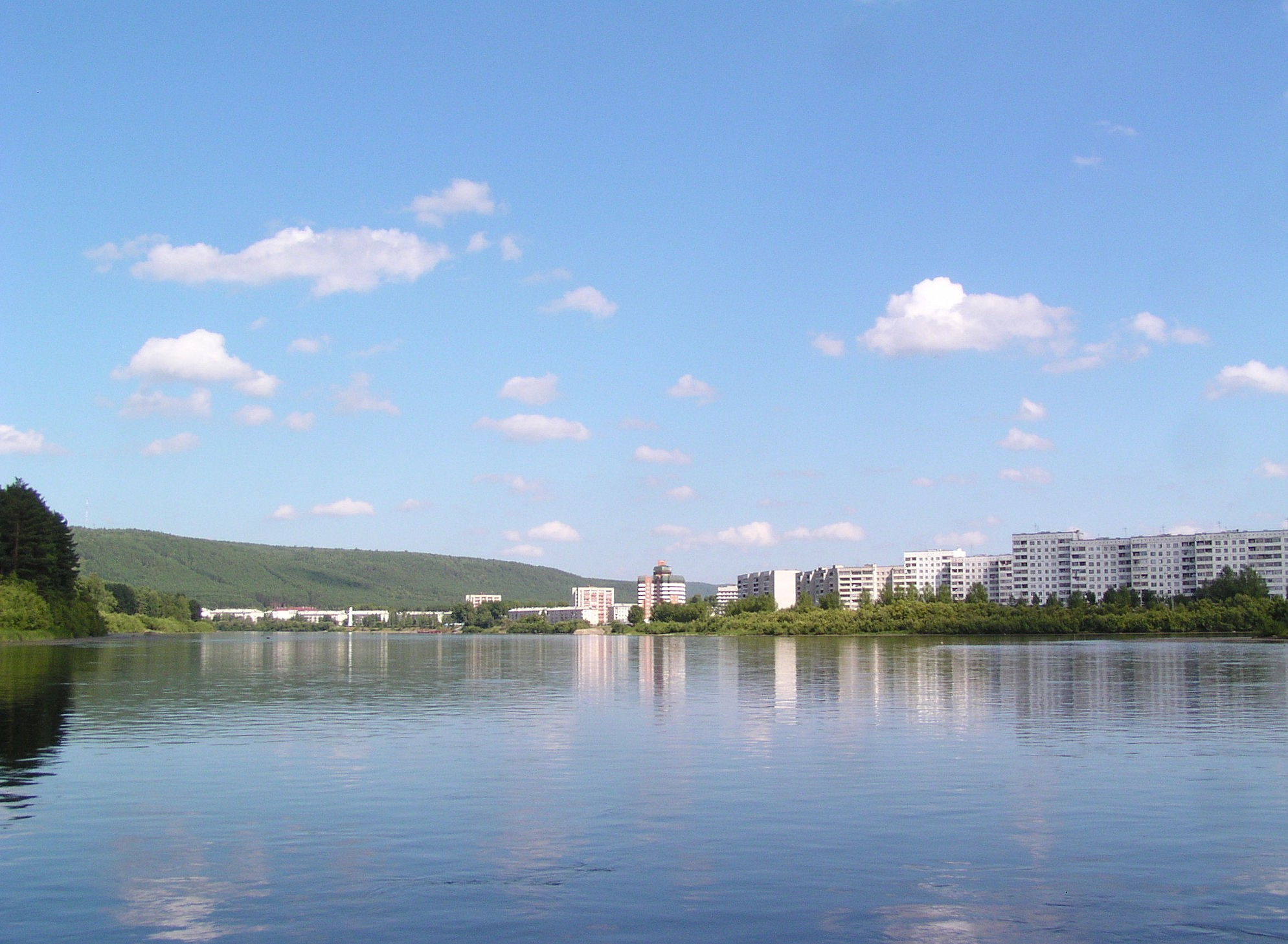
Một cái nhìn bên bờ sông của thành phố đóng cửa Zelenogorsk, Nga

Thành phố bị đóng cửa hay thành phố bị bỏ hoang là một thành phố, thị trấn, hay một khu vực đã từng là nơi để dân cư sinh sống nhưng bị hạn chế đi lại, ra vào do các quyền cụ thể được áp dụng theo yêu cầu của chính phủ.
Những thành phố đó có thể được theo dõi và quản lý bởi các căn cứ quân sự hoặc các nghiên cứu bí mật đòi hỏi nhiều không gian tự do, tách biệt hơn là trong một căn cứ quân sự thông thường. Trong các thành phố đó cũng có thể có sự cư trú đa dạng bao gồm cả các thành viên trong gia đình của người lao động làm việc tại khu vực này hoặc những thương nhân đáng tin cậy hay những người không có kết nối trực tiếp đến các mục đích bí mật.
Thành phố bị bỏ hoang thường do các nguyên nhân là bị quân sự sử dụng hay nó đã bị lỗi thời, nằm trong khu vực cấm nên bị đóng cửa.

## Cấu trúc và các hoạt động

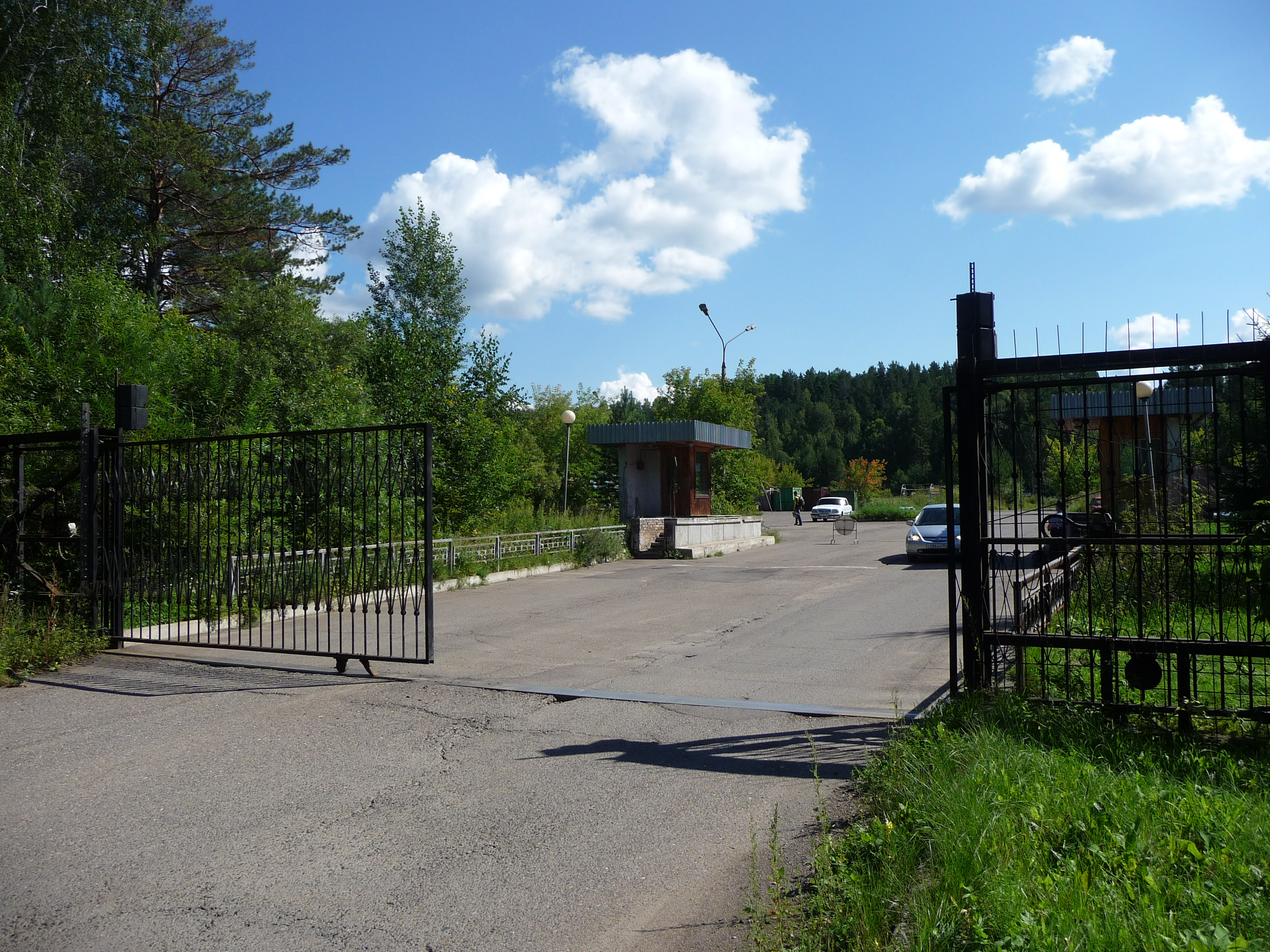
Một trạm kiểm soát trong thành phố đóng cửa ở Zheleznogorsk, Nga

Đôi khi thành phố đóng cửa có thể được chỉ định việc đóng cửa từ từ như đóng cửa từ một khu vực gần đó, không kể các ngôi làng và việc ngừng phục vụ thành phố đóng cửa thực hiện rõ ràng chắc chắn hay là một sai lầm. Họ vẫn cho giao thư trong phạm vi cấm, một thành phố đóng cửa thường được gọi là thành phố lớn và có một mã bưu chính đặc biệt ví dụ như thiên hà‑16, Novosibirsk‑65. Thực sự các sự việc diễn ra bên trong một thành phố đóng cửa có thể giải quyết được từ xa, ví dụ như Sarov được chỉ định với tên Arzamas -16, trong Cộng hòa liên bang Mordovia, trong khi Arzamas cũng lại trong Nizny Novgorod (cách Mordovia khoảng 75 kilômét (47 mi). Mọi người không được phép ở trong một thành phố đóng cửa và nếu muốn đi vào thì đều bị kiểm tra tài liệu mang theo và phải qua trạm kiểm soát an ninh, sự rõ ràng, chắc chắn là rất cần thiết cho những người muốn vào thành phố. Để di chuyển đến một thành phố đóng cửa, người ta sẽ phải cần sự cho phép an ninh của KGB. Thành phố đóng cửa được bảo vệ bởi một vành đai an ninh thường bằng dây kẽm gai hoặc tháp canh, giống như một nhà tù, được bảo vệ, quản lý rất chặt chẽ.

## Thành phố đóng cửa ở Nga

Bản đồ cho thấy tại các bang có thành phố đóng cửa được sử dụng để nghiên cứu và phát triển hạt nhân

Thành phố đóng cửa tại Nga đã được tạo ra rất nhiều, bắt đầu từ cuối năm 1940 trở đi.
Các loại thành phố đóng cửa đầu tiên của Nga đã được chọn do có các đặc điểm địa lý phù hợp. Họ thường thành lập chúng từ những nơi xa xôi, nằm sâu trong vùng dãy núi Ural và Siberia, tách ra xa khỏi tầm tay kẻ địch của máy bay ném bom. Họ đã thường xây dựng chúng ở gần bờ sông, hồ, các nơi đó đã được sử dụng để cung cấp lượng lớn nước cần thiết cho công nghiệp hạt nhân nặng và công nghệ nơi đây. Hiện các cư dân sống trong vùng lân cận thường được dùng như một nguồn lao động. Mặc dù việc đóng cửa một thành phố có nguồn gốc như một biện pháp tạm thời để được bảo vệ an ninh cho thành phố dưới điều kiện thuận lợi hơn, họ sẽ mở lại, trong thực tế, các thành phố bị đóng cửa đã làm mất cuộc sống của những người dân nơi đây, gây nhiều hậu quả xấu sau này.

## Các thành phố đóng cửa trong Liên Bang Nga

### Liên Bang Nga

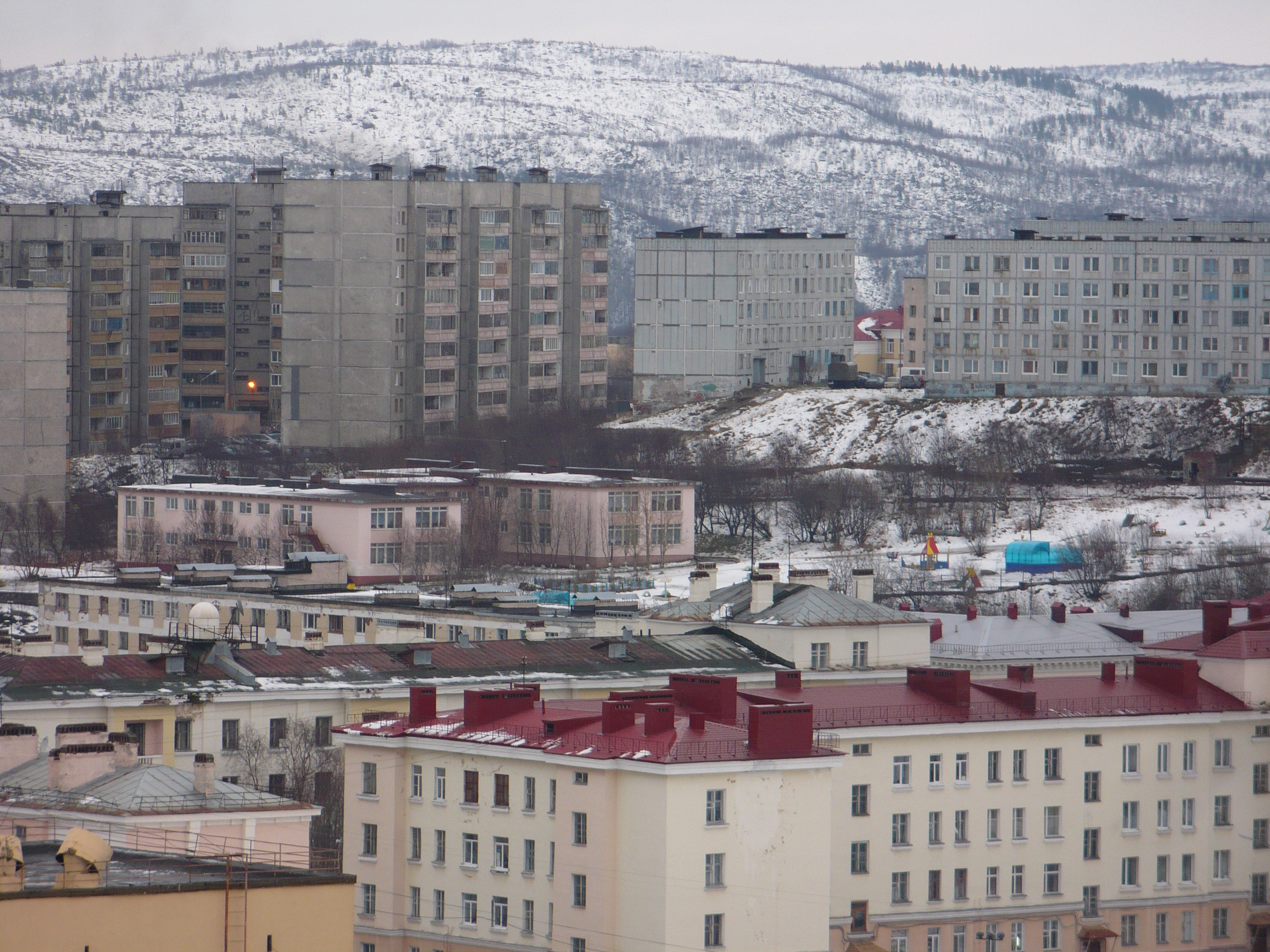
Một cái nhìn từ trên không của thành phố Severomorsk, Murmansk, Nga

Liên Bang Nga có số lượng lớn nhất các thành phố đóng cửa trên thế giới. Chính sách việc đóng cửa các thành phố đã trải qua những sự thay đổi lớn vào cuối thập niên 1980 và 1990. Một trong số chúng là việc đóng cửa thành phố Perm, được mở ra lại trước khi sự sụp đổ của Liên Xô, những cái khác như Kaliningrad và Vladivostok, vẫn đóng cửa cho đến cuối năm 1992. Việc thông qua một hiến pháp mới của Liên bang Nga vào giữa năm 1993 đã nhắc đến sự quan trọng của việc cải cách thành phố, giúp nâng cao tình trạng của các thành phố đang bị đóng cửa trở nên tốt hơn.

#### Bởi cộng hòa

##### Bashkortostan
- Mezhgorye

#### Bởi các vùng

##### Altai
- Sibirsky

##### Kamchatka
- Vilyuchinsk

##### Krasnoyarsk
- Dikson
- Solnechny
- Zelenogorsk − trước đây gọi là Kazan-45[3][4][5]
- Zheleznogorsk – Trước đây được gọi là Kazan-26.[3][4][6]

##### Perm

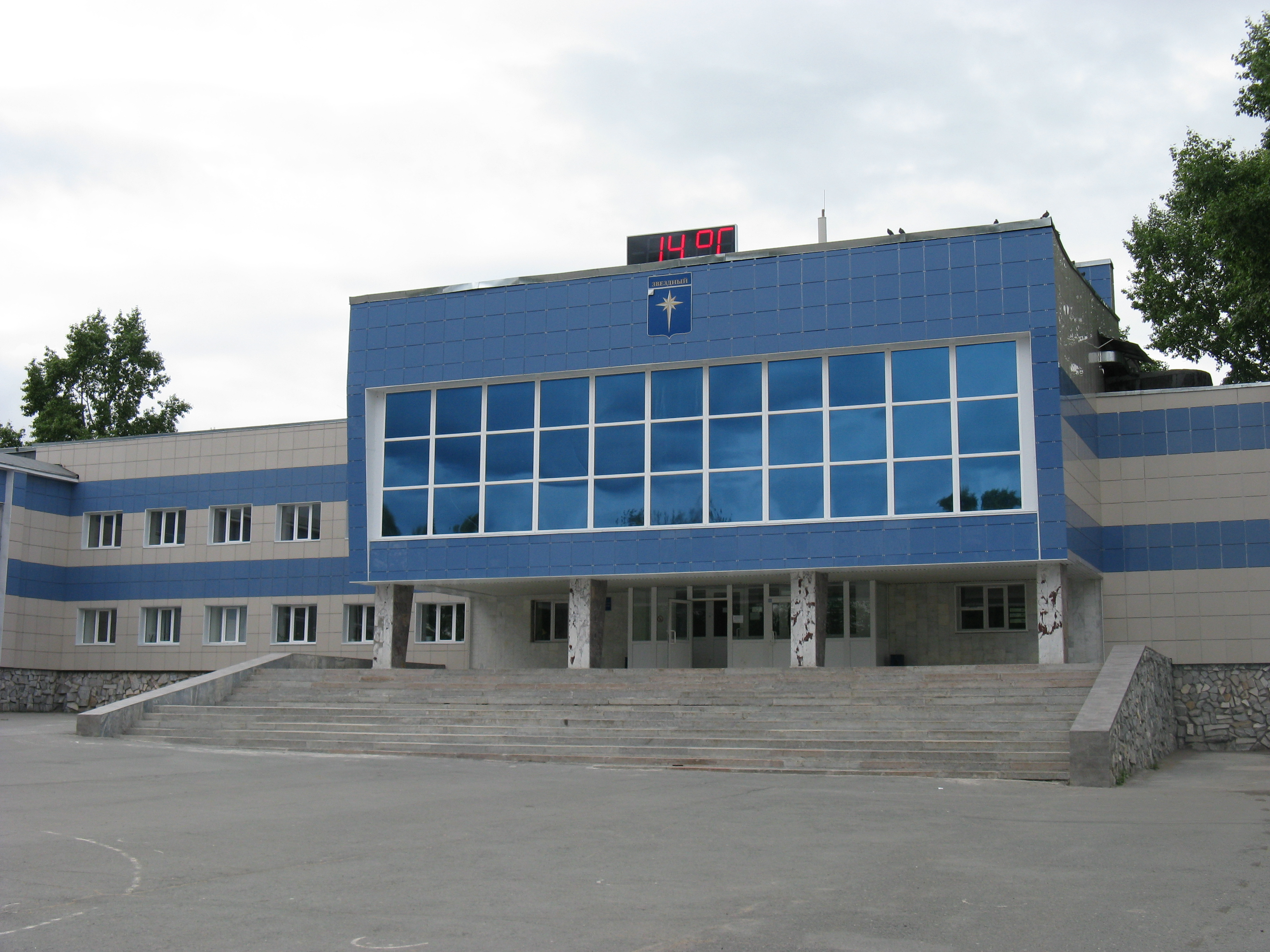
Trung tâm văn hóa ở Zvyozdny, Nga

- Zvyozdny

#### Primorsky
- Fokino [7]

##### Zabaykalsky
- Gorny

#### Thuộc tỉnh

##### Amur
- Uglegorsk – khu vực đã có 2 cuộc thử nghiệm với các hệ thống chương trình quân sự của Bộ quốc Phòng Liên bang nga, còn được gọi là Svobodny.

##### Arkhangelsk
- Mirny – một khu vực của Plesetsk.

##### Astrakhan
- Kapustin, một khu vực dành cho tram phóng tên lửa
- Znamensk [8]

##### Novosibirsk

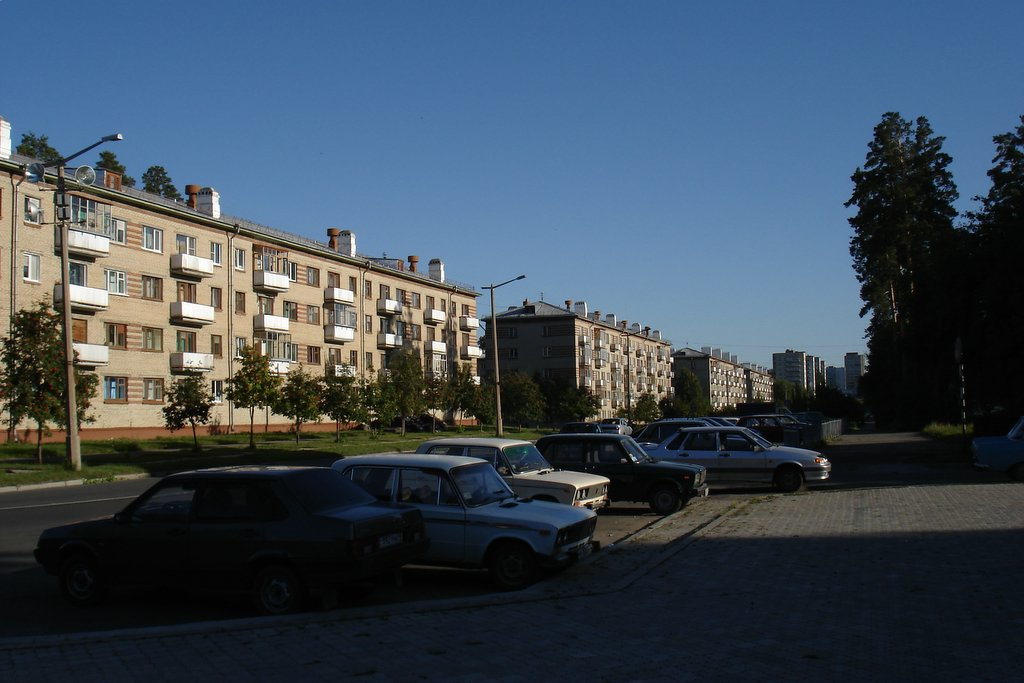
Một con phố ở Snezhinsk, Nga

- Lokomotivnyy
- Ozyorsk [4] – năng lượng hạt nhân đã bị lãng phí xử lý và nhà máy tái chế. Nó được gọi là Novosibirsk-65, và thậm chí trước đó, như Novosibirsk-40 (các chữ số là những chữ số cuối cùng của bưu mã, và những tên khác là gần nhất thành phố lớn, đó là một sự phổ biến thực tế của việc cho tên mới để đóng cửa thị trấn).
- Snezhinsk – Khu vực của một trong hai chính liên Bang nga Hạt nhân trung Tâm. Trước đây gọi là Novosibirsk-70[4]
- Tryokhgorny – phát triển của bộ phận và máy móc để nguyên tử trạm và vũ khí. Trước đây gọi là Zlatoust-36[4]

##### Kirov
- Pervomaysky

##### Moskva
- Krasnoznamensk
- Molodyozhny
- Vlasikha
- Voskhod
- Zvyozdny gorodok

##### Murmansk

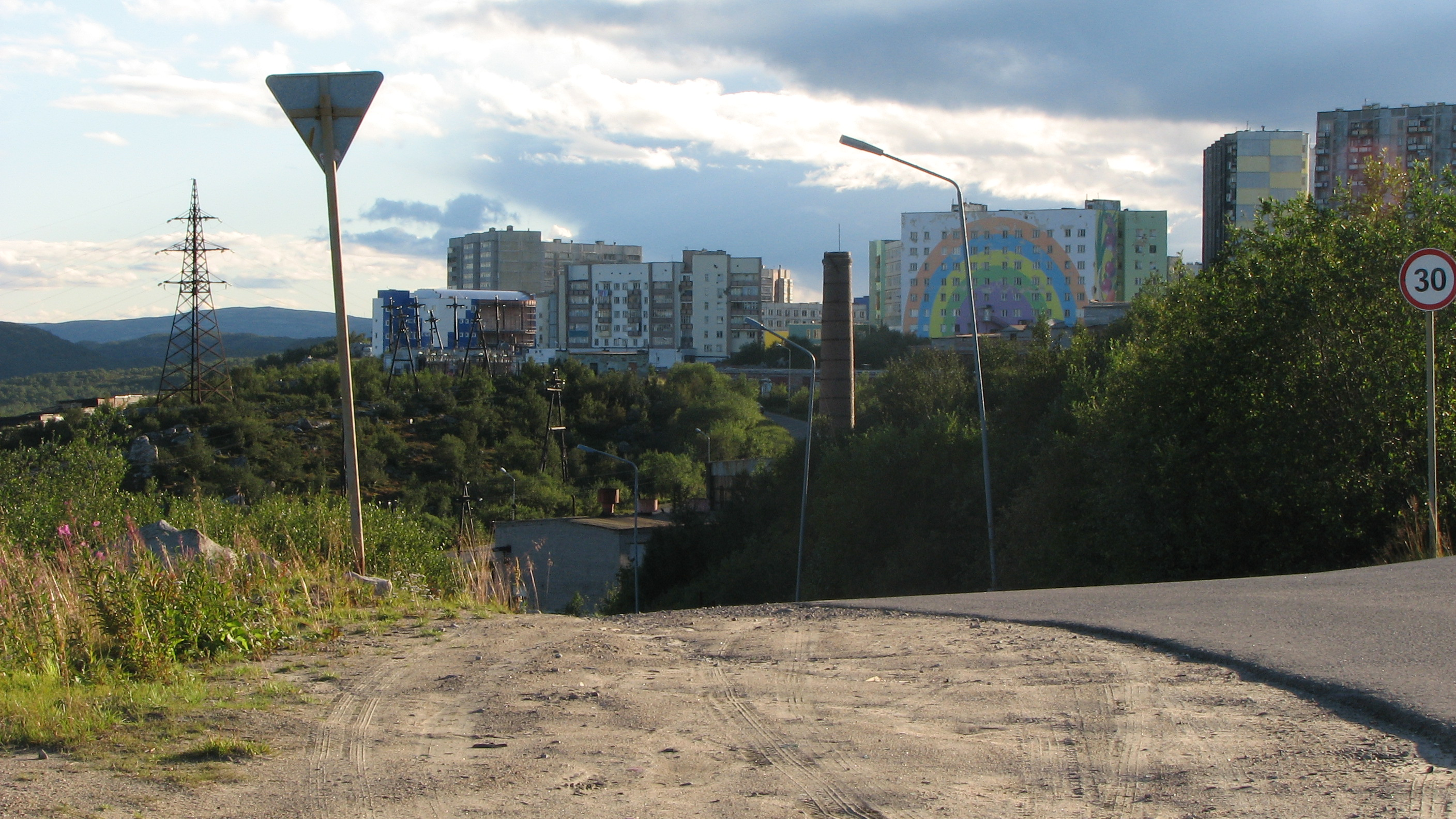
Một hình ảnh từ thành phố đóng cửa

- Alexandrovsk – đã đóng cửa hành chính lãnh thổ, bao gồm các thị trấn Gadzhiyevo, Tura,...
- Ostrovnoy
- Severomorsk
- Zaozyorsk

##### Novgorod

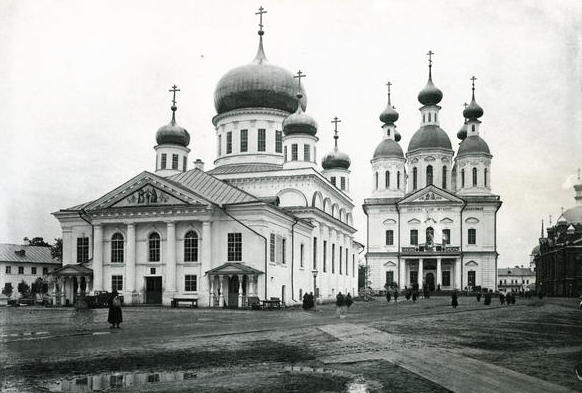
Một tu viện ở Sarov (ảnh chụp năm 1904)

- Sarov – trước đây gọi là Thiên hà-16[3]

##### Grozny
- Zarechny, Grozny Oblast – trước đây gọi là Ufa-19[3][4][9]

##### Saratov
- Mikhaylovsky
- Shikhany
- Svetly

##### Sverdlovsk
- Lesnoy – trước đây gọi là Liên xô 45[3][4]
- Novouralsk – trước đây gọi là Liên xô-44[3][4]
- Svobodny
- Uralsky

##### Leningrad

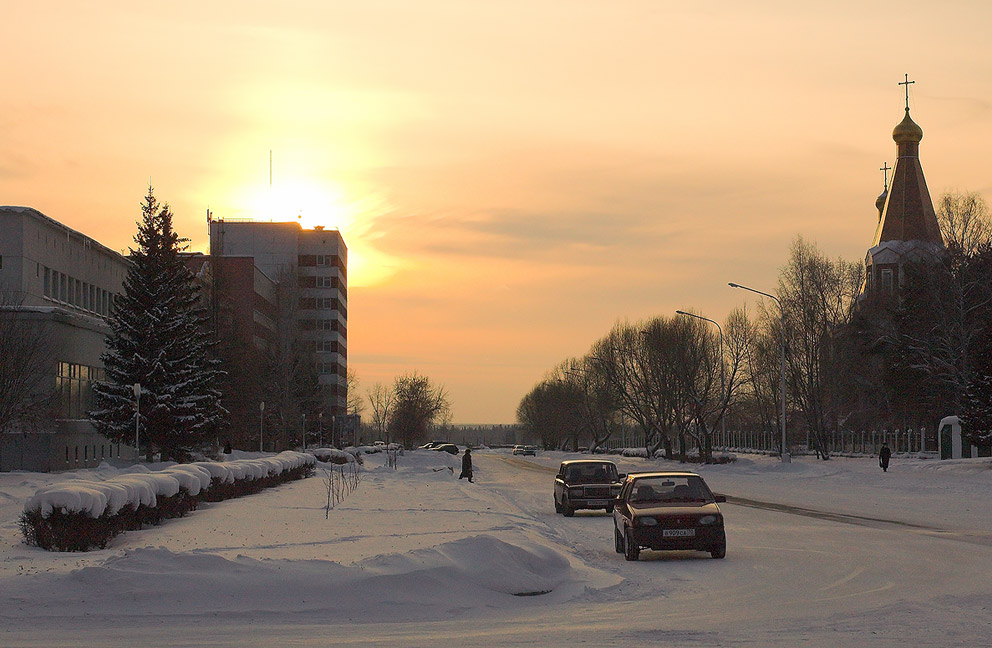
Một cái nhìn của Seversk, Nga

- Seversk – trước đây gọi là thành phố-7[3][4][10]

##### Tver
- Ozyorny
- Solnechny

#### Thành phố đóng cửa cũ
- Novgorod, Novgorod.[5]
- Perm [11]
- Leningrad [10]
- Vladivostok, Khu Vực Vùng [5]
- Zelenograd, thuộc Moskva – là một thành phố đóng cửa cho đến năm 1991[12]

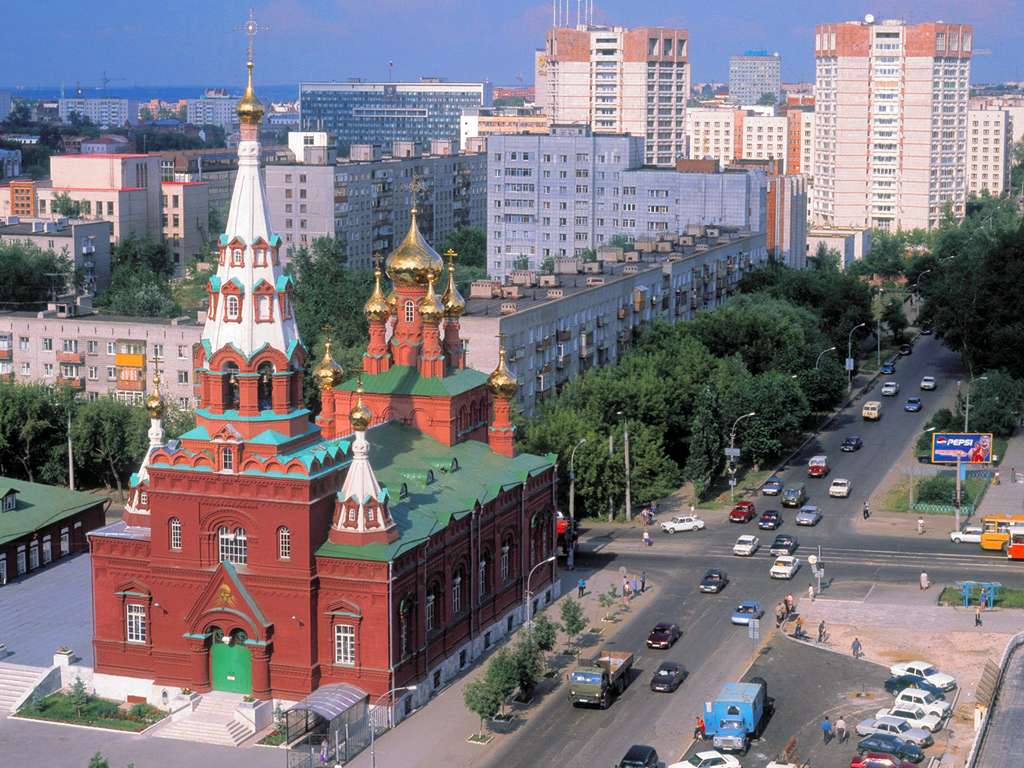
Perm đã từng là một thành phố đóng cửa
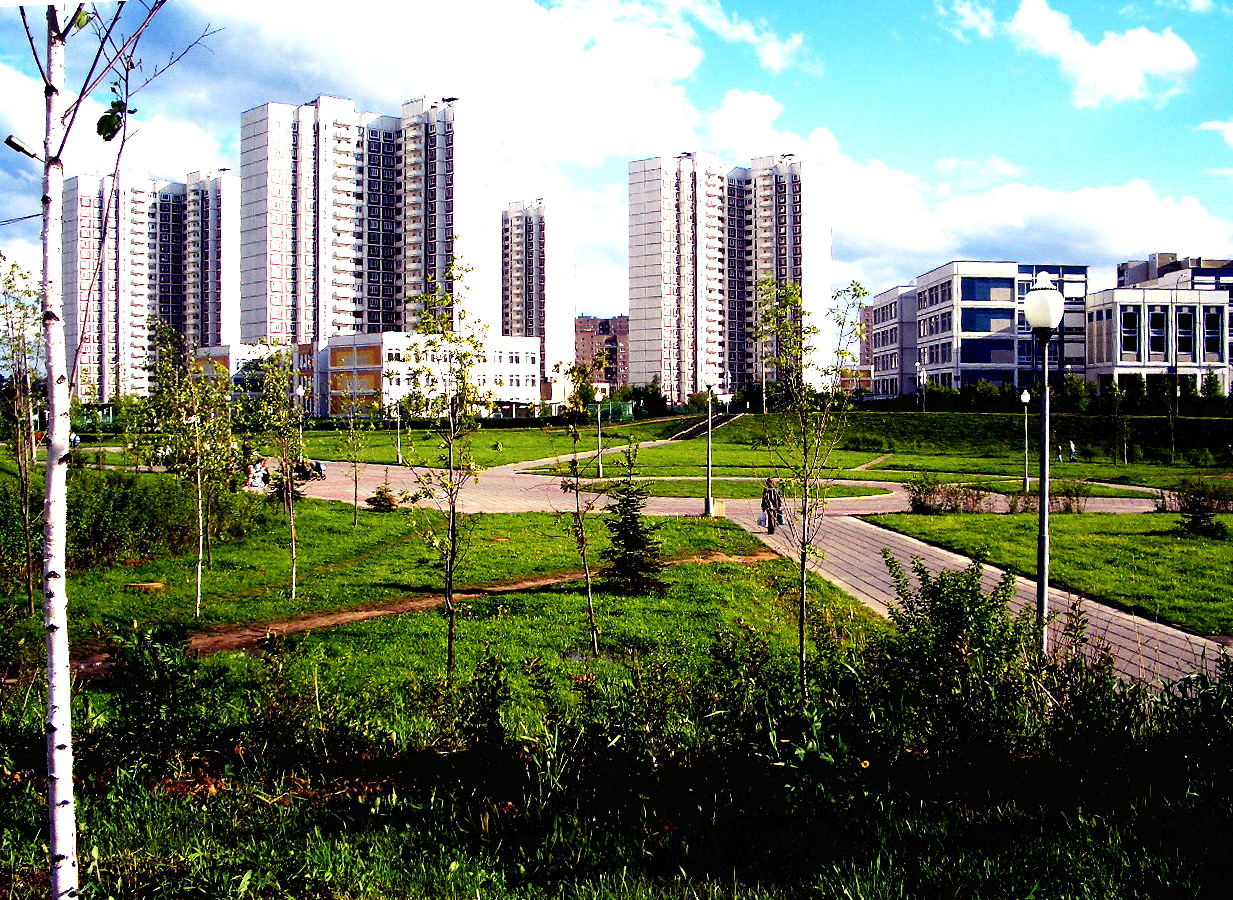
Tiểu khu của Zelenograd - thứ 16

#### Hạn chế việc đi lại
Sau khi các địa phương cũ thuộc Nga, không còn có thành phố đóng cửa nào nữa, nhưng du lịch đã và đang bị hạn chế được áp dụng trong năm 2001 đối với tất cả các người Nga du nhập, ngoại trừ người Belarus
- Dudinka, Krasnoyarsk [cần dẫn nguồn]
- Norilsk [13][14]

### Azerbaijan
- Quận Agdam, Azerbaijan

### Estonia
Có hai thành phố đóng cửa trong Estonia là Sillamäe và Paldiski. Giống với tất cả các thành phố công nghiệp khác, dân cư của chúng chủ yếu là người nói tiếng Nga. Sillamäe đã được cho đóng cửa vì là một khu vực thử nghiệm chất hóa học.

### Kazakhstan

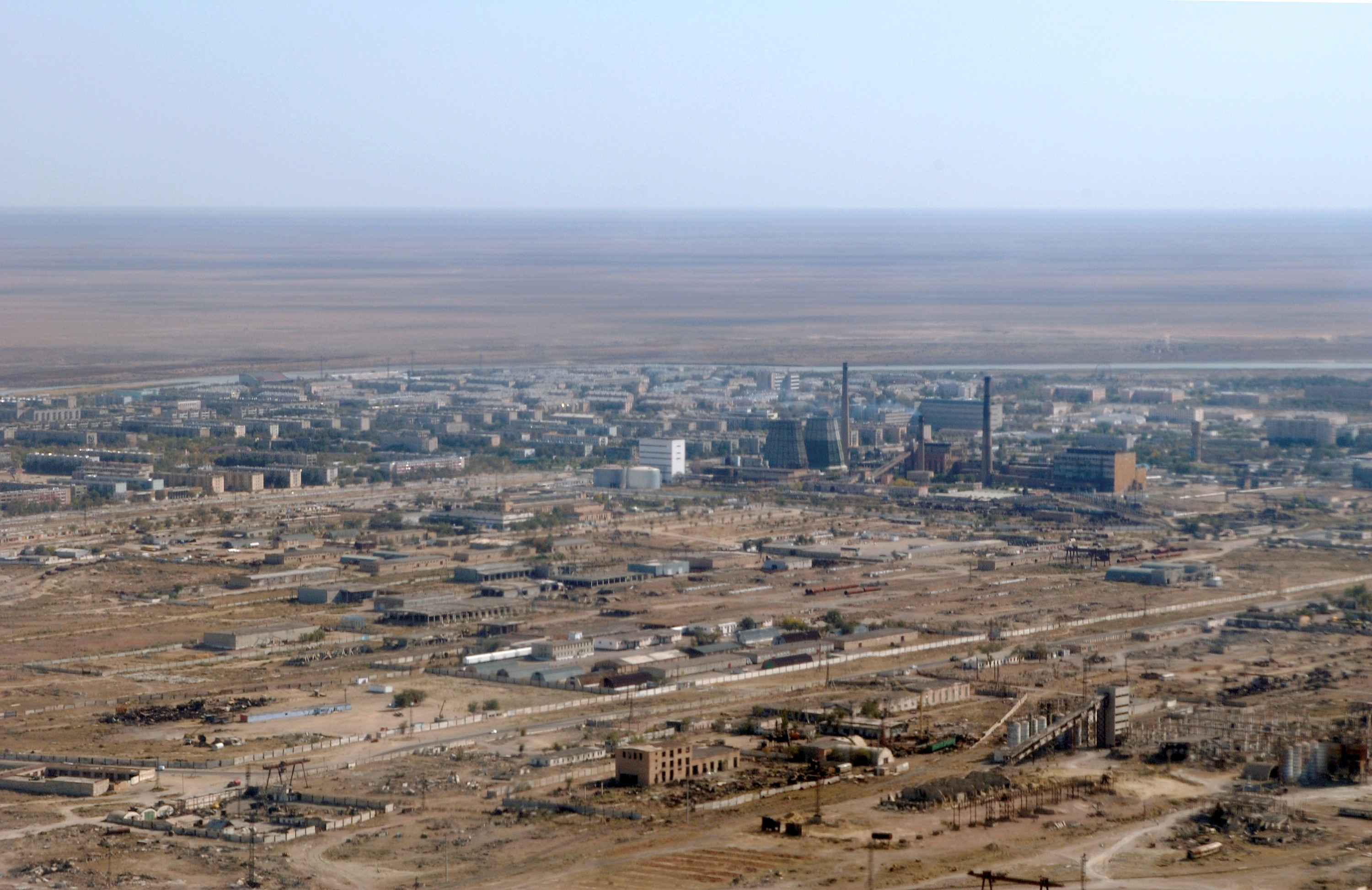
Một cảnh nhìn từ trên khu vực Baikonur, Kazakhstan sau chiến tranh

#### Thành phố đóng cửa cũ
- Kurchatov, Kazakhstan[15] – đã từng được biết đến với các số bưu mã, sau đó đổi lại là 16.

### Moldova
Moldova có một thành phố chính thức bị đóng cửa đó là xã Cobasna (Quận Rîbnița) nó nằm trong khu vực tranh chấp của Transnistria. Xã này nằm về phía bên bờ trái của sông Dniester, hiện vẫn còn kho chứa của quân sự của Xô Viết, thuộc Quân đội 14.

### Ukraina
Ukraina đã từng có đến mười tám thành phố đóng cửa: một trong số chúng là Crimea khu vực cảng Sevastopol và các thành phố công nghiệp như Dnipro, mặc dù cả hai đều là nơi giới hạn đối với người nước ngoài, nhưng lại không giới hạn đối với dân địa phương. Người du lịch bị hạn chế trong những năm 1990..

## Ở các quốc gia khác

### Trung Quốc
- Tập đoàn Nhà máy Hạt nhân Trung Quốc số 404 (四〇四厂) nằm ở sa mạc phía tây của một phần Cam Túc. Nó chỉ là một thị trấn hạt nhân (核城). Đó là trung tâm hạt nhân lớn nhất của ngành công nghiệp hạt nhân tại Trung Quốc, nó được xây dựng vào năm 1958.[16][17] Trung Quốc xây dựng nó lần đầu tiên do quân đội chế tạo lò phản ứng hạt nhân [18] và 80% các sản phẩm của nhà máy là bom hạt nhân được sản xuất ở đây. Trước khi những năm 1980, cả thành phố đã được đóng cửa.[19] Một tai nạn hạt nhân đã xảy ra trong năm 1969, gây ra sự rò rỉ của nguyên liệu hạt nhân, rất nguy hiểm.[18] Nó được gọi là mỏ khu vực Cam Túc (甘肃矿区) được cách ly với bên ngoài để giữ bí mật. Trong năm 2007, những cư dân cuối cùng ở khu vực này đã được chuyển đến gần Gia Dục Quan.[18]
- Một số khu vực phía xa của Trung Quốc, chẳng hạn như Đại Thông (trừ Núi Laoye), huyện Hoàng Trung (trừ tu viện Kumbum), và huyện Hoàn Nguyên xung quanh Tây Ninh - thủ phủ của tỉnh Thanh Hải, đã được duy trì sự hạn chế việc đi lại ra vào thành phố đối với người nước ngoài. Một số người nước ngoài muốn tham quan phải có sư chấp thuận của trạm an ninh cho một người nước ngoài du lịch với mục đích tìm kiếm thông tin, tham quan (外国人旅行证), và đến báo cáo việc họ đi vào khu đó ở chỗ cảnh sát địa phương, trong vòng 24 giờ sau khi bước vào khu vực thì buộc phải đi ra, nếu không thì người khách đó sẽ được yêu cầu phải rời khỏi ngay lập tức.[18][20]

### Ả Rập Xê Út
- Thành phố Mecca đã được đóng lại để mọi người không được phép coi nó như là một vùng đất của người Hồi giáo bởi các cơ quan chức năng của Ả Rập Xê Út, bao gồm cả các thành viên của Ahmadiyya. Tương tự như việc hạn chế đi vào được đặt ra tại trung tâm thành phố Medina.

### Hoa Kỳ
- Oak Ridge, Tennessee là một trong những thành phố đã bị đóng cửa vì nằm trong dự án Manhattan.
- Santa Fe, New Mexico là một thành phố đóng cửa cũng do dự án Manhattan.
- Khu di tích Lịch sử Gold Coast (Dallas, Washington) là một thành phố đóng cửa trong dự án Manhattan.
- Mercury, Nevada nằm trong Vùng thử nghiệm Nevada, một khu vực đặc biệt để dành cho việc kiểm tra và thử nghiệm hạt nhân của Hoa Kỳ từ năm 1951 đến năm 1992, và hiện vẫn đang được đóng cửa vì nó cũng như là một phần của những cuộc thử nghiệm đó.